# Giorgio Baffo

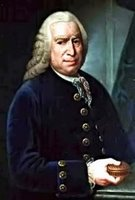
Porträt von Giorgio Baffo

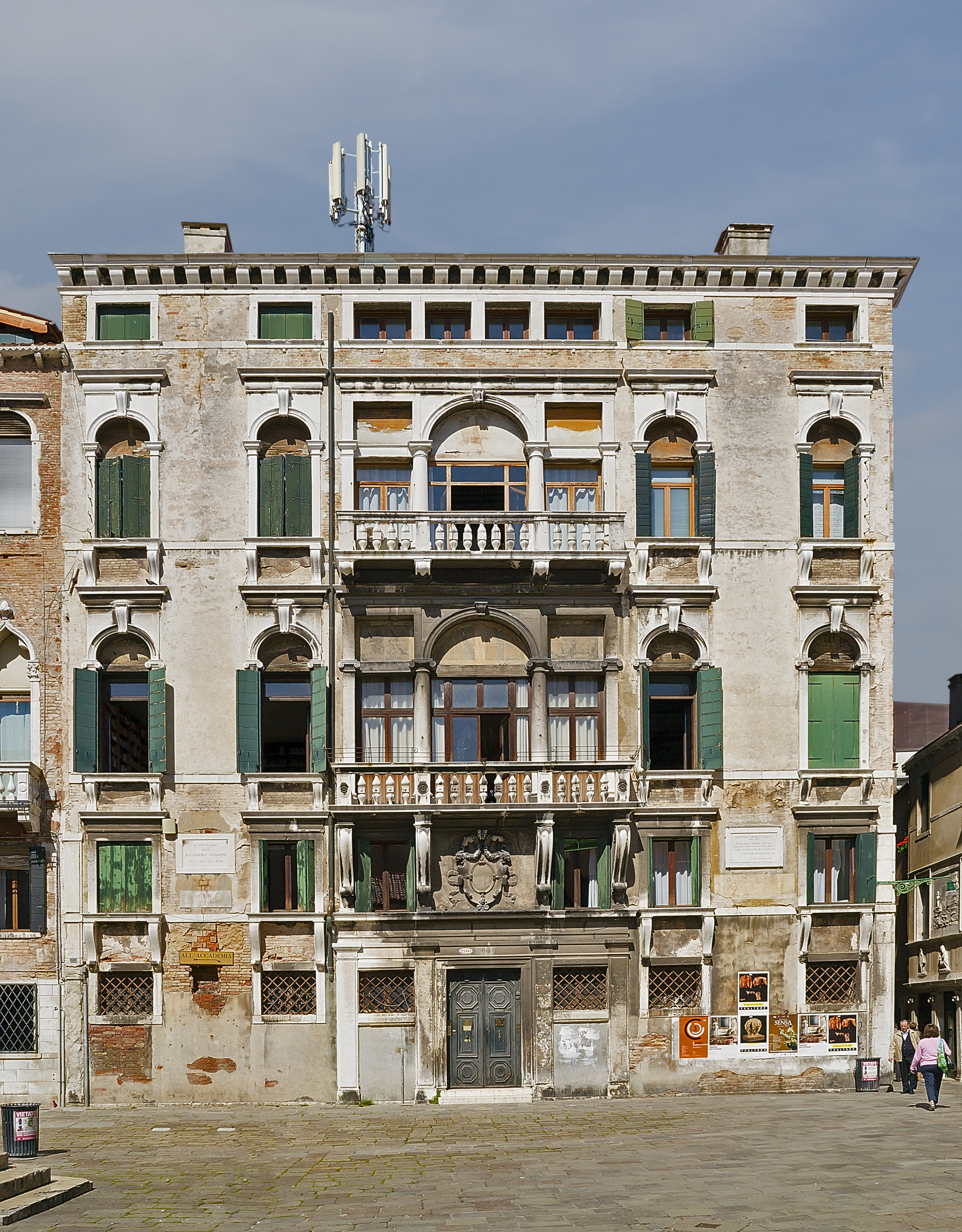
Palazzo Bellavite

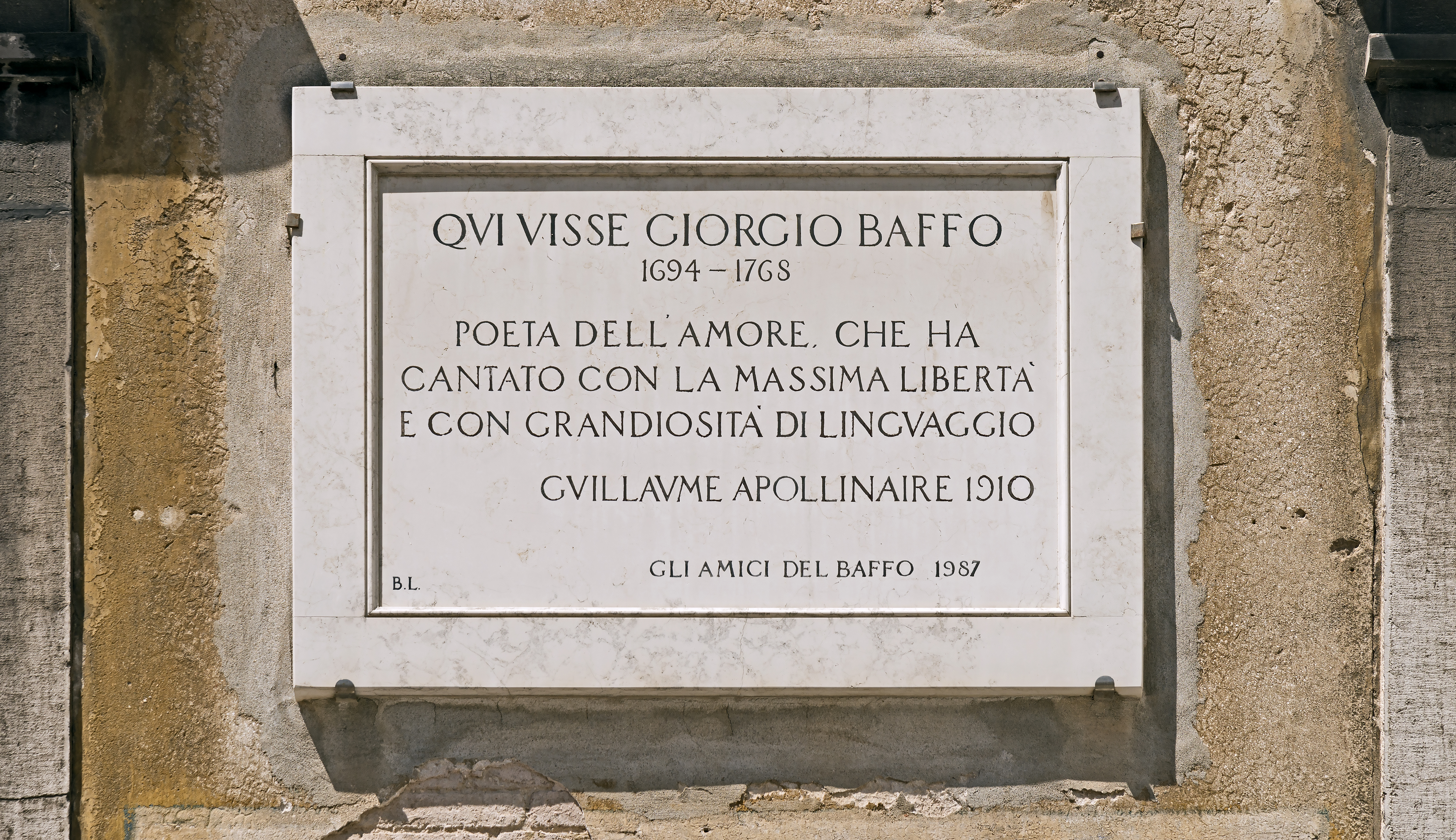
Gedenktafel am Palazzo Bellavite

Giorgio Baffo auch Zorzi Baffo (* 11. August 1694 in Venedig; † 30. Juli 1768 ebenda) war ein italienischer Jurist und Dichter in venezianischer Mundart.

## Leben
Giorgio Baffo war der Sohn des venezianischen Adeligen Giannandrea Baffo und dessen Ehefrau Chiara (geb. Querini).
1737 heiratete er die junge Adelige aus dem Hause Sagredo und Sängerin, Cecilia.
Er soll mit Nurbanu, der Favoritin des osmanischen Prinzen und Sultans Selim II. und Mutter des späteren Sultans Murad III., sowie mit Safiye, die Frau des osmanischen Sultans Murad III., Mutter von Mehmed III., verwandt gewesen sein; in einem seiner Gedichte weist Giorgio Baffo darauf hin.
Sein Wohnhaus war seit 1759 das Palazzo Bellavite Baffo.
1761 setzte er sich für den in Österreich inhaftierten Angelo Querini ein, der versucht hatte, zwischen 1758 und 1763 in Venedig den Senat und den Rat der Zehn zu reformieren.
Giorgio Baffo durchlief verschiedene gerichtliche Instanzen als Beamter. Kurz vor seinem Tod wurde er in die Quarantìa criminale im Rat der Vierzig, dem obersten Gerichtshof, berufen.
Neben seiner Beamtentätigkeit betätigte er sich auch als Dichter, veröffentlichte diese jedoch nicht; viele seiner Gedichte wurden von dem Patrizier Teodoro Correr aufbewahrt. Seine Gedichte und Sonette wurden erst nach seinem Tod publiziert und erschienen unter anderem 1910 auch in der französischsprachigen Buchreihe Les Maîtres de l’Amour. Die obszönen witzigen Verse im venezianischen Dialekt wurden auf fliegenden Blättern in ganz Venedig vervielfältigt und verbreitet. Er verfasste unter anderem auch satirische Verse gegen Mönche und Nonnen und Sonette gegen den in Venedig geborenen Papst Clemens XIII.
In Österreich war sein Werk Raccolta completa delle opere noch 1865 verboten.
Er war der letzte seines Stammes und setzte seine Ehefrau als Universalerbin ein.

## Trivia
Giorgio Baffo war mit den Eltern von Giacomo Casanova befreundet und verschaffte diesem Zugang zur Nobilität der Stadt Venedig, der sonst nicht möglich gewesen wäre, weil Casanova nicht adelig war.

## Schriften (Auswahl)
- Le Poesie. London, 1789 (Digitalisat).
- Raccolta universale delle opere.
  - Band 1. Venedig, 1789 (Digitalisat).
  - Band 2. Venedig, 1789 (Digitalisat).
  - Band 3. Venedig, 1789 (Digitalisat).
  - Band 4. Venedig, 1789 (Digitalisat).
- Raccolta completa delle opere.
  - Band 1. Konstantinopel, 1860 (Digitalisat).
  - Band 2. Konstantinopel, 1860 (Digitalisat).
- Giorgio Baffo; Carlo Goldoni; Gasparo Gozzi: Poesie veneziane. Venedig, 1861 (Digitalisat).